# (7611) Hashitatsu
(7611) Hashitatsu (1996 BW1) – planetoida z pasa głównego asteroid okrążająca Słońce w ciągu 5,15 lat w średniej odległości 2,98 j.a. Odkryta 23 stycznia 1996 roku.